# I Want You (Savage Garden)
I Want You is een nummer van het Australische popduo Savage Garden uit 1997. Het is de eerste single van hun titelloze debuutalbum.
Het nummer gaat over een vrouw met een sterke sexappeal, die de nieuwsgierigheid van de ik-figuur in het nummer wekt. "I Want You" werd in diverse landen een hit. In Australië, het thuisland van Savage Garden, bereikte het nummer de 4e positie. In de Nederlandse Top 40 bereikte het een bescheiden 22e positie, en in de Vlaamse Ultratop 50 de 27e.